# Мисато Кацураги
Мисато Кацураги (яп. 葛城ミサト Кацураги Мисато) — персонаж из аниме-сериала и манги «Евангелион» с фиолетовыми волосами, оперативная командующая Nerv, капитан, позже — майор. Один из главных героев. Проживает в доме 12 сети бизнес-класс отелей Comfort Hotel (японский бренд, компании Choice Hotels International), квартира 11-A-2. Согласно журналу Animage, в 1996 году была признана восьмым по популярности женским персонажем. Также выходила программа для PlayStation, в которой Мисато, выполняя роль ведущего вымышленной программы «Nerv News 24» зачитывала последние новости. В 2021 году The Japan Times назвала Мисато самым симпатичным персонажем франшизы.

## Биография
Дочь доктора Кацураги, участвовала в его экспедиции в Антарктиду, которая привела ко Второму удару. Была спасена отцом, к которому относилась прохладно. Надолго потеряла дар речи; позднее, во время учёбы в университете, познакомилась с Рицуко Акаги и сблизилась с Кадзи Рёдзи. Порвала с Кадзи, сочтя, что он похож на её отца, о чём впоследствии сожалела. Поступила на работу в NERV, движимая стремлением отомстить за отца. К моменту начала сериала живёт одна вместе с пингвином Пен-Пеном.

### Описание
Мисато ведет себя несколько по-детски и легкомысленно. Тем не менее, её планирование не раз приводило Нерв к победе. Она видела пробуждение Адама своими глазами, после чего долго не могла говорить и была вынуждена пройти двухлетний курс реабилитации. И, хотя со временем дар речи к ней вернулся, она до сих пор не любит темноту. До того, как она поселила к себе Синдзи, её дом утопал в пустых бутылках из-под пива, а едой в основном были пиво и полуфабрикаты. Причём даже полуфабрикаты Мисато умудрялась приготовить так, что они были практически несъедобны. Хотя Мисато очень любит выпить банку Эбису (реально существующая марка пива) по утрам, пьяной её видели только в одной серии. Помимо пива, Мисато любит быструю езду. Дома выключает будильник ногой и ленится заниматься домашними делами, даже когда наступает её очередь.
Несмотря на подобное поведение дома, в бою она сурова и собранна. Мисато способна на самопожертвование, о чём говорит её поведение в критической ситуации с Jet Alone и во время нападения сил JSSDF, когда рискуя жизнью она спасает Токио-2 от ядерного взрыва и убеждает Синдзи пилотировать Еву-01.
Похоже, что после того, как она рассталась с Кадзи, она ни с кем не встречалась. Об этом говорит их разговор в постели, в 20-й серии — «Ты все ещё куришь? Я курю только в таких случаях. Так что никто, кроме тебя, не знает».

### Работа
Мисато поступила на работу в Нерв, желая забыть своё прошлое. Как глава оперативного отдела, заменяет Гендо и Фуюцуки в их отсутствие (12-я серия). Благодаря её планам, Nerv трижды побеждал в практически безвыходной ситуации — при атаке Рамиила, при атаке Гагиила и при атаке Сакахиила. Впрочем, в последнем случае Magi советовали эвакуироваться, а Мисато на тот момент не располагала информацией о нахождении Лилит или Адама в Конечной Догме.

### Отношения с Синдзи
Изначально Мисато ожидала более веселого человека, что, впрочем, не мешало Синдзи и Мисато с самого начала весело обмениваться колкостями. В первой же серии Мисато нашла с Синдзи нечто общее, точнее, плохие отношения с отцом. Удивившись тому, что Синдзи поселили отдельно, Мисато добилась, чтобы его поселили у неё, после чего свалила на него основной груз домашних работ. Синдзи выплакался Мисато о том, что пострадало Четвёртое Дитя в 18-й серии и обсудил с ней смерть Каору в 24-й. В том же эпизоде по каким-то причинам, Мисато не стала сообщать ему об обнаружении Аски, хотя, сразу позвонила Аске, когда узнала о выживании Рей в 20-м эпизоде и сразу сообщила Синдзи о выживании Рей в 23 эпизоде. Угроза Мисато, что она никогда не простит его, и её поцелуй заставили Синдзи пойти в бой в EOE. Крестик, данный умирающей Мисато, Синдзи проносил весь Третий Удар. Этот же крестик прибит к столбу в конце EOE, после того как Синдзи покинул Океан LCL. В целом, у Мисато и Синдзи весьма доверительные отношения. Впрочем, Мисато (по крайней мере, по её мнению), так и не смогла заменить ему мать.

### Отношения с Кадзи
Отношения с Кадзи начались ещё в университете, где они неделю не вылезали из дома, беспрерывно занимаясь сексом. Позднее Мисато порвала с Кадзи, испугавшись его сходства с отцом и солгав ему, что у неё есть другой. Позднее, в Нерве, Мисато, хотя и отвергает ухаживания Кадзи на словах, на деле принимает их. Позднее их отношения налаживаются. Кадзи, как и восемь лет назад, не смог сказать Мисато что любит её. Посмертным подарком Кадзи стали коды доступа в компьютеры Nerv.

### В Rebuild of Evangelion
В отличие от сериала, в Ребилде Мисато изначально знает о наличии в Конечной Догме Лилит. Также её воинское звание подполковник изначально и полковник после повышения. В Evangelion: 2.0 You Can (Not) Advance Мисато активно подталкивает Синдзи к установлению более близких отношений с отцом. Так как в Ребилде Аска не претендует на Кадзи, Мисато выполняет роль старшей сестры для Аски из-за отсутствия конфликта интересов.
В Evangelion: 3.0 You Can (Not) Redo внешность Мисато подверглась изменениям.

## Создание персонажа
Чёлку Мисато автор манги Садамото решил позаимствовать у персонажа Усаги Цукино из аниме «Сейлор Мун». После этого была выбрана та же сэйю, что и у Усаги — Мицуиси Котоно. Бывший режиссёром Анно высказался об этом так: «Я видел её на каком-то банкете, решил, что на образ Кацураги Мисато она подойдёт».
Фамилия «Кацураги» — происходит от названия корабля императорского флота Японии. Имя «Мисато» — взято у главной героини манги Нариты Минако-сан.